# Ronzone
Ronzone är en ort och kommun i provinsen Trento i regionen Trentino-Sydtyrolen i Italien. Kommunen hade 428 invånare (2018).